# مالایی‌های رمپانگ
مالایی‌های رمپانگ (انگلیسی: Rempang Malays) یک گروه قومی در اندونزی هستند که به جامعه نیامالایی تعلق دارد. قوم مالایی‌های رمپانگ، بومی جزیره رمپانگ در جزایر ریائو است. این قوم، هنوز ارتباط نزدیکی با مالایی‌های جزیره باتم و گالانگ دارد.

## فرهنگ
فرهنگ مالایی‌های رمپانگ، به‌طور کلی همان فرهنگ مالایی‌های ریائو در جزایر ریائو و هم چنین فرهنگ مالایی‌ها در شبه‌جزیره مالایی، به‌طور دقیق تر فرهنگ مالایی‌هادر ایالت جوهر، می‌باشد.